# Záblatský Rybník
Záblatský Rybník är en sjö i Tjeckien.   Den ligger i regionen Södra Böhmen, i den centrala delen av landet, 110 km söder om huvudstaden Prag. Záblatský Rybník ligger 422 meter över havet. Arean är 2,5 kvadratkilometer. Trakten runt Záblatský Rybník består till största delen av jordbruksmark. Den sträcker sig 1,9 kilometer i nord-sydlig riktning, och 2,1 kilometer i öst-västlig riktning.